# Alberto Pelairea
Alberto Pelairea Garbayo (Bilbao, Vizcaya, 16 de mayo de 1878 - Fitero, Navarra, 17 de abril de 1939) fue un poeta y dramaturgo navarro.

## Biografía
Hijo de un roncalés, Calixto Pelairea, y de una tudelana, Rita Garbayo, nació en Bilbao el 16 de mayo de 1878 donde su padre trabajaba como profesor de dibujo en el Instituto Nacional de Segunda Enseñanza. Su familia se trasladó a Tudela cuando tenía 2 años de edad.
Emprendió varias carreras aunque no las terminó. Vivió en también en Zaragoza y Sitges, además de Fitero, donde en 1908 consiguió trabajo como administrador en el Balneario de Fitero. En esta localidad, el 14 de septiembre de 1922 le nombran hijo adoptivo de Fitero y, ya en 1971, como habían hecho en Tudela en 1965, le dedican una calle también.
Colaborador del Diario de Navarra y Heraldo de Aragón publicó gran parte de su obra lírica en la prensa: La Ribera de Navarra, El Eco del Distrito y El Ribereño Navarro, entre otros. 
En 1918 ganó con su poema Navarra los Juegos Florales celebrados en el centenario de Navarro Villoslada lo cual le consagró como poeta popular.
Murió en Fitero un 17 de abril de 1939.
En el Teatro Cervantes de Tudela, el 13 de mayo de 1940, al año de fallecer, varios autores realizaron un homenaje. Se representaron dos obras suyas, La que salvó al Guerrillero, un drama sobre Antonia Caparroso, una heroína de Tudela durante la Guerra de la Independencia, y La Tarde del Cristo, sobre tipos y costumbres tudelanas. Baldomero Barón Rada le escribió un largo poema de homenaje:

| Tudela, la Tudela de tus amores caros, por fin hoy te dedica su homenaje de afectos acendrados. | Tudela, la Tudela que es tu madre y de la que eres tú su hijo preclaro, hoy quiere tributarte —en este día espléndido de mayo— la dulce pleitesía de su cariño magno.(...) | ¿Quién más que tú, Alberto Pelairea, ha querido a este suelo tudelano? Si Tudela te amaba como madre de corazón abierto a todo halago, tú le amabas como hijo orgulloso de todos sus encantos... |
Baldomero Barón Rada «Romedobal»

## Obras
Hábil versificador e improvisador, «se dijo de él que era un bersolari en castellano». Siempre centrado en temas de Navarra. Así lo prologaba el escritor tudelano Luis Gómez Gil:

Era sencillamente un hombre bueno... A pesar de haber venido al mundo en la villa de Bilbao, fue Navarra la pasión permanente de su vida.
Luis Gómez Gil, Prólogo a la Antología poética, 1971

Algunos de su obras líricas más notables son: 
- Coros de Tudela (monólogo, 1903),
- Fuga de presos (zarzuela, 1905),
- Nobleza errante (zarzuela, 1905),
- Doña Fermina (1915),
- La cruz de atalaya (1918),
- La boda del Volatín (1921).
- Himno a San Francisco Javier (1922), con música de Joaquín Larregla, premio de la Diputación Foral con ocasión del III centenario de la canonización del Santo.[5]
- Caparroso a Rada: himno del pasodoble dedicado a Pablo Rada, febrero de 1926.[6]

En cuanto respecta a teatro.  
- La hija del santero (1924),
- San Miguel de Aralar (1925),
- La tarde de Cristo (1925),
- El último milagro (1930) y
- Gloria difícil (1937).

## Premios y reconocimientos
- En 1918 Navarra, poema que obtuvo el primer premio de los Juegos Florales dedicados a Navarro Villoslada.[3][7]
- En 1921 fue nombrado Hijo adoptivo de Fitero. Además el ayuntamiento en 1971 le dedicó una calle.[2]
- En 1922 Himno a San Francisco Javier (1922), premio de la Diputación Foral.
- En 1924 Tudela le rinde un homenaje oficial.[2]
- En 1925 por su poema El Pilar, en Zaragoza recibe en presencia del rey Alfonso XIII un galardón.[2]
- En 1973 en Pamplona se publica una Antología Poética suya[8] recopilada y publicada por el escritor tudelano Luis Gil Gómez (1915-1983).